# The Circle (Star Trek: Deep Space Nine)
"The Circle" és el segon episodi de la segona temporada de la sèrie de televisió de ciència-ficció estatunidenca Star Trek: Deep Space Nine, el 22è de tota la sèrie. És el segon de l'arc narratiu de tres episodis de la franquícia. Originalment es va emetre en redifusió a partir del 4 d'octubre de 1993. L'episodi va ser dirigit per Corey Allen en base a un guió de Peter Allan Fields.
Ambientada al segle XXIV, la sèrie segueix les aventures a Espai Profund 9, una estació espacial situada prop d'un forat de cuc estable entre els Quadrants Alfa i Gamma de la Via Làctia, prop del planeta Bajor, mentre els bajorans es recuperen d'una brutal ocupació de dècades pels imperialistes cardassians. En aquest episodi, una facció política coneguda com el Cercle comença un cop d'estat a gran escala contra el govern de Bajor.

## Argument
Any 2370. Kira Nerys ha estat rellevada del seu càrrec com a oficial d'enllaç bajorà a Espai Profund 9, i els seus amics Odo, Dax, Bashir, O'Brien i fins i tot Quark vénen a les seves estances per acomiadar-se. Vedek Bareil és l'últim a arribar; convida Kira a visitar el seu monestir a Bajor. Ella accepta i, recordant el passat, s'adona de quant odiava el seu càrrec com a oficial d'enllaç fa un any i de quant l'aprecia ara. Li Nalas, que l'ha de substituir, li tranquil·litza a ella i a Sisko dient-li que no volia la feina i que sap que ningú pot substituir Kira.
A Bajor, Kira i Bareil s'acosten, i Bareil permet a Kira consultar un dels Orbes Bajorans per obtenir orientació. Té una visió que inclou a ella i a Bareil com a amants, que li amaga. Mentrestant, a "Espai Profund 9", Quark ha sentit que els Kressari estan armant el moviment xenòfob "el Cercle", així que Odo li fa xantatge per descobrir-ne més. Després de realitzar diverses escorcolls d'un carguer Kressari, Dax i O'Brien conclouen que no hi ha proves de joc brut. El carguer marxa amb Odo  assumint la forma d'una rata i amagant-se.
Sisko visita el comandant de la milícia bajorana, el general Krim, i es convenç que l'exèrcit no aturarà el cop d'estat del Cercle. Mentre és a Bajor, també visita Kira. Poc després que marxi, però, diversos membres emmascarats del Cercle la segresten. El polític bajorà Jaro Essa revela a Kira que ell és la veritable força darrere del Cercle. Ell li demana ajuda, però tot i que ella no estima el govern provisional, li diu a Jaro que els vots, no les armes, són la manera de canviar un govern. Quark finalment s'assabenta d'on és Kira pels seus "contactes". Sisko i els altres organitzen una missió de rescat i la porten de tornada a l'estació.
Odo torna, informant que els cardassians estan armant el Cercle a través dels kressari en un intent d'obligar la Federació a abandonar Bajor, permetent a Cardàssia reconquerir-la. Malauradament, quan això es revela, tota la comunicació entre "Espai Profund 9" i Bajor s'ha tallat.
Jaro va a veure la Vedek Winn, buscant el seu suport com a líder espiritual per tal de legitimar el seu cop. Diverses naus d'assalt bajoranes s'acosten a la DS9, ordenant a tots els no bajorans que evacuïn. Sisko busca l'ajuda de la Flota Estel·lar, però els seus superiors li ordenen que compleixi l'ordre d'evacuació. De totes maneres, Sisko i la tripulació es neguen a rendir-se sense lluitar.

## Actors convidats
- Philip Anglim -  Vedek Bareil
- Louise Fletcher -  Vedek Winn
- Richard Beymer - Li Nalas
- Stephen Macht - General Krim
- Frank Langella (sense acreditar) - Ministre Jaro[1]
- Bruce Gray - Almirall Chekote
- Mike Genovese - Zef'No
- Anthony Guidera – el cardassià

## Producció
L'escena en què els amics de Kira arriben un darrere l'altre a les seves estances per acomiadar-se va ser escrita per Peter Allan Fields basada en la pel·lícula dels Germans Marx Una nit a l'òpera de 1935.

## Recepció
Keith DeCandido va qualificar "The Circle" a "tor.com" el 2013 com un molt bon episodi de "Star Trek: Deep Space Nine", que fa una feina excel·lent creant una sensació de l'escalada del conflicte a Bajor i condueix a la tercera part de la història amb un gran final en suspens. DeCandido va considerar que emmarcar la història en tres parts era la decisió correcta, ja que permet prou temps a "The Circle" per explorar la personalitat de Kira Nerys amb més detall. Com a crítica menor, va citar el fet que Li Nalas té molt poc a fer en aquest episodi. DeCandido va elogiar l'actuació de la majoria del repartiment, només va criticar Philip Anglim per la seva interpretació de l'interès de Bareil per Kira, que va trobar massa intrusiva i desagradable.
El 2015, Geek.com va recomanar aquest episodi com a "de visió essencial" per a la seva guia abreujada de marató de sèries de "Star Trek: Deep Space Nine", i van assenyalar que aquest episodi forma part d'una trilogia que inclou els tres primers episodis de la segona temporada, "(The Homecoming", "The Circle" i "The Siege").
El 2018, SyFy va recomanar aquest episodi per la seva guia abreujada de visionat del personatge bajorà Kira Nerys, com una trilogia amb els episodis anterior i següent.

## Llançaments
Es va publicar en LaserDisc al Japó el 6 de juny de 1997 com a part de la col·lecció de mitja temporada 2nd Season Vol. 1, que tenia set discs de doble cara de 12". Els discs tenien pistes d'àudio en anglès i japonès.
"The Homecoming" i "The Circle" es van publicar en un disc LaserDisc de doble cara de 12 polzades el 15 de juliol de 1997 als Estats Units.
L'1 d'abril de 2003 es va publicar la segona temporada de Star Trek: Deep Space Nine en discs de vídeo DVD, amb 26 episodis en set discs.
Aquest episodi es va publicar el 2017 en DVD amb la caixa completa de la sèrie, que tenia 176 episodis en 48 discs.